# Derech Hashem
Derech Hashem (en català: El Camí de Déu) és un text filosòfic que va ser escrit en la dècada de 1730 pel Rabí Moixè Chaim Luzzatto.

## Introducció
Aquest llibre és considerat com un dels manuals per excel·lència del pensament jueu. El text cobreix una àmplia gamma de temes filosòfics en la perspectiva del judaisme rabínic sobre el Món. Aquests temes inclouen: El propòsit de la Creació, el Creador, la responsabilitat humana, els regnes celestials, la divina providència, la relació entre Eretz Israel i les nacions, l'astrologia, l'ànima humana, la teúrgia, la profecia, l'estudi de la santa Torà, i l'observança dels manaments (mitzvot). Tots aquests elements es presenten en una estructura clara i fluida basada en els temes anteriors.

## Principis generals
El text sistematitza els principis bàsics de la creença jueva pel que fa a l'existència de Déu, el propòsit de Déu, la Creació, i la conseqüència lògica dels altres conceptes religiosos del judaisme. El lector és guiat del pensament a la idea, de la idea al conjunt lògic de l'estructura de la creença jueva. Una de les seves afirmacions bàsiques és que l'home va ser creat amb el propòsit de guanyar-se la proximitat del Creador lluitant contra la mala inclinació (yetzer hara). Segons Luzzatto, el Món necessita mesiras nefesh per retenir la santedat i vèncer el mal. Aquest concepte s'interpreta com la devoció a Haixem fins a l'autonegació total. Aquesta obra descriu els ideals relatius a la vida diària. Per exemple, manté que Haixem augmenta l'autoestima, mentre que la dependència dels altres pel suport la disminueix. El llibre ha estat escrit des d'una perspectiva cabalística, sense pressuposar cap coneixement previ, i sense fer ús d'una terminologia cabalística, aquesta obra ofereix una base per comprendre la visió del Cosmos, i les idees oposades en totes les obres jueves que tracten sobre aquests temes. El llibre està organitzat en quatre seccions principals: la base general de tota l'existència, la divina providència de Déu, la Creació, la profecia, l'ànima humana, i la pràctica religiosa.